# تلياسونيرا

الشعار القديم للشركة

تلياسونيرا (بالإنجليزية: Telia Company)‏ هي شركة للهاتف ومشغل شبكات الهاتف المحمول في السويد وفنلندا. وهذه الشركة لديها عمليات في البلدان الأخرى في شمال وشرق أوروبا وآسيا الوسطى، وجنوب آسيا، وإسبانيا، مع ما مجموعه 182.1 مليون زبون للهاتف الجوال (Q1, 2013). ويقع مقرها في استكهولم. أسهمها يتم تداولها في بورصة ستوكهولم وفي بورصة هلسنكي للأوراق المالية.

## النشاط

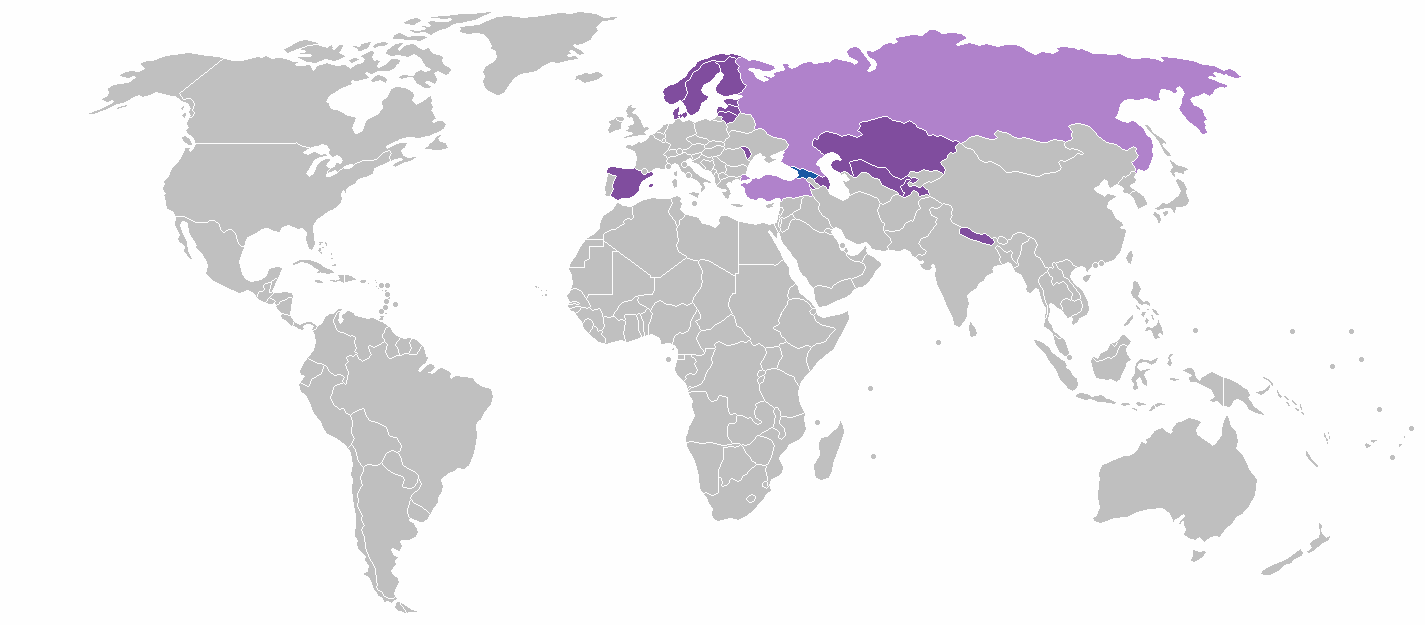
انتشار تلياسونيرا في العالم.
شركات مملوكة لتلياسونيرا.
شركات مرتبطة بها.

تقوم تلياسونيرا بتقديم وتسويق خدماتها للمشتركين مثل خدمة الخط المشترك الرقمي غير المتماثل (ADSL)، والهاتف النقال (الجيل الثالث وGSM) وخدمات الوصول إلى شبكة الإنترنت. كما تقدم خدمات الإنترنت من أجل ربط العديد من الموردين في الوصول إلى شبكة الإنترنت الأوروبية وتنتشر في الدول التالية حسب سنة 2015 :
- أفغانستان[5]
- أذربيجان
- الدنمارك
- إستونيا
- فنلندا
- جورجيا
- كازاخستان
- لاتفيا
- ليتوانيا
- مولدوفا
- النرويج
- إسبانيا
- السويد
- طاجيكستان
- أوزبكستان (يوسيل)[6][7]
- نيبال[8]

### الدول المرتبطة بتلياسونيرا
- تركيا (تمتلك حصة في رأس مال تركسل: 38 %)
- روسيا (تمتلك حصة في رأس مال ميغا فون : 25,2 %)

## وصلات خارجية
- الموقع الرسمي